# پارانتروپوس
پارانتروپوس (نام علمی: Paranthropus)، نام سرده‌ای منقرض‌شده از دودمان انسان است. پیشتر، بیشتر دانشمندان پرامردمان را گونه‌های تناور جنوبی‌کپیان می‌دانستند و ایشان را سردهٔ جداگانه در شمار نمی‌آوردند. امروز این رویه طرفداران کمتری می‌دارد. پس نظر بسیاری بر این است که دو سردهٔ پارانتروپوس و انسان از سردهٔ جنوبی‌کپی برآمدند. گونه‌هایی از پارانتروپوس و انسان اشتراک زیستگاهی می‌داشتند. تناوری این سرده در قیاس با جنوبی‌کپی در آرواره‌های آن پیداست. از گونه‌های پارانتروپوس اینها را نام می‌توان برد:
- پارانتروپوس اتیوپی (Paranthropus aethiopicus)
- پارانتروپوس روباستوس (Paranthropus robustus)
- پارانتروپوس بویسی (Paranthropus boisei)
- پارانتروپوس کپنسیس (Paranthropus capensis)